# 臼井友里絵
臼井友里絵

## 音楽作品

### 音楽
- グレープフルーツ（2014年、作詞、作曲、編曲）

- 市の食育ソング「ノリノリ♪木更津」（2017年、編曲）
- macoto『0』（2017年、作詞、作曲、編曲）
- オンラインシネマ「GIFT〜しあわせのカタチ〜」母からの手紙（2020年、作曲）